# ليوان

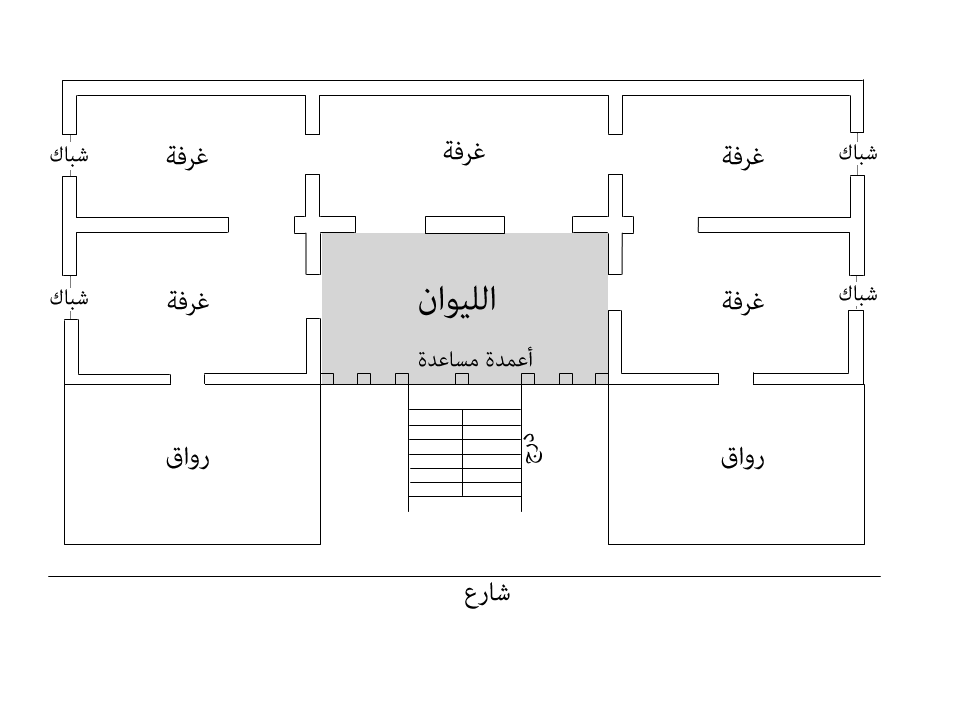
ليوان

ليوان هو مصطلح يستخدم منذ العصور القديمة للإشارة إلى فراغ مبني طويل وضيق امام القاعة، في كثير من الأحيان مفتوحة على الخارج.
الليوان يقع عادة على الجانب الجنوبي من المنازل العربية في منطقة البحر الأبيض المتوسط . هو بيئة تحيط بها ثلاثة جدران وسقف محمول على أعمدة مزينة برسومات ارابيسك. وتتمثل مهمة الليوان في استقبال الضيوف خلال أشهر الصيف، لأنة مفتوح من الشمال، فهو مكان بارد. الليوان يقع على منطقة مرتفعة من 24 إلى 40 سم بالنسبة لأرض المنزل. الجدار الرئيسي لليوان يتضمن محراب مع مقنطرات ومعقودات وغيرها من أشكال الزينة، مثل, سجاد وحصير تكون عادة مفروشة على طول الليوان، والحشايا والوسائد على جانب جدرانه.
على كلا جانبي الليوان، عادة ما تقع غرفتان متناظرتان.
يعود تاريخ الليوان إلى أكثر من 2000 عام.

## منزل الليوان
منزل الليوان يتألف من أكثر من غرفة، أغلب مداخل هذة المنازل يؤدي إلى الليوان.
على جانبي الليوان تقع غرف المعيشة، ويستخدم الليوان غرفةً للجلوس، وله نفس عمق المنزل، وفي بعض الأحيان يتكون سقفه  من ثلاث قُبب. وعلى الجدار وكذلك على جانبي المدخل هناك نوافذ. المنزل أحيانا يفتح إلى فناء.